# ファン・イムホフ号事件

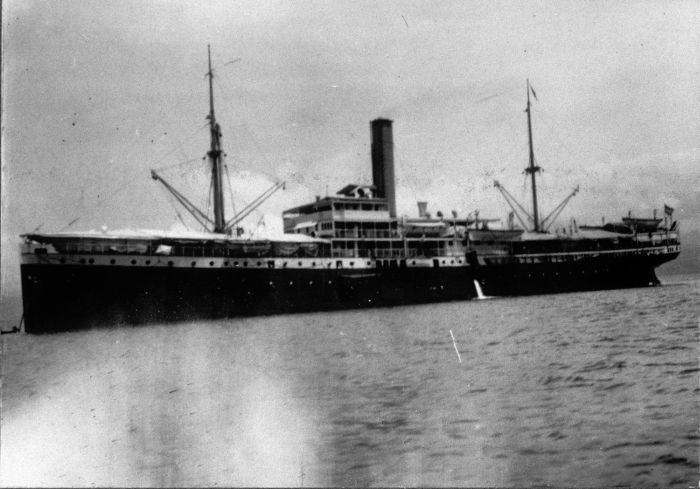
ファン・イムホフ

ファン・イムホフ号事件（ファン・イムホフごうじけん、ヴァン・イムホフ号事件）とは、第二次世界大戦中の1942年1月に、オランダ貨物船「ファン・イムホフ（Van Imhoff）」がインド洋上で日本軍に撃沈された際、同船で護送中のドイツ民間人多数が死亡した事件である。オランダ軍の指示により、オランダ側はドイツ人遭難者の救助を意図的に行わず見殺しにした。

## 背景
第二次世界大戦前期の1940年5月、ドイツ軍がオランダに侵攻すると、オランダ領東インドに在住のドイツ人はオランダの植民地政府当局によって全員が抑留された。ドイツ人は収容所に集められて、厳しい処遇を受けた。
1941年12月に日本が参戦して太平洋戦争が勃発すると、オランダ植民地政府は、日本軍の侵攻によってドイツ人が解放されるのを阻止するため、抑留者をイギリス勢力圏へと移送することを決めた。オランダ当局は、船でイギリス領インドなどへと抑留者の移送を開始した。日本軍の蘭印作戦の進展に伴い、護送用船舶が撃沈される危険性も高まってきたが、オランダ軍は輸送の強行を命じた。
護送用船舶の設備は不十分なものであった。オランダ当局は、大量の人員輸送に適した客船などを十分に用意することはできなかった。例えば本件で使用されたオランダ王立郵船会社（KPM）の「ファン・イムホフ」は小型の貨物船で、ドイツ人たちのうち367人は中甲板を有刺鉄線で仕切った高さ1m程度の狭い区画へ約30人に分けて押し込まれ、残り111人が有刺鉄線で囲われた後甲板に収容された。救命設備も不足し、救命胴衣だけは全員に配布されたものの、ボートや筏は収容能力が小さかった。
ドイツ人たちは、日本軍の攻撃を避けるために、抑留者移送中である旨の識別標識を船に施すよう希望したが、オランダ当局は拒絶した。そもそも当時の戦時国際法上、病院船の場合と異なって捕虜保護のための標識制度が確立されていなかった。

## 事件経過
1942年1月、「ファン・イムホフ」は、スマトラ島シボルガから、イギリス領セイロン島のコロンボへと出航した。乗船者は、オランダ人乗員48人とオランダ軍警備兵62人、ドイツ人抑留者478人の計588人だった。抑留者には画家のヴァルター・シュピースらが含まれていた。同船には救命ボートが300人分ほどしかなかったため、船長は軍当局に対して問題があると警告を行ったが、速やかに出航するよう命じられた。また、オランダ当局は、仮に遭難した場合にはドイツ人は救助しないことも指示していた。
1月19日夕刻、シボルガ西方110海里（約204㎞）付近の洋上で、「ファン・イムホフ」は日本軍機の攻撃を受けた。日本機は爆弾5発を投下し、機銃掃射を行った。うち爆弾1発が命中し、航行不能となった「ファン・イムホフ」はゆっくりと沈み始めた。オランダ人乗員と兵士は救命ボート6隻のうち5隻を降ろし、ドイツ人抑留者を後に残したまま全員が船を脱出した。あと1隻の救命ボートは、うまく降ろすことができなかったのであきらめられた。オランダ兵はボートに乗ろうとしたドイツ人を銃撃で阻止したが、そのうち銃弾で負傷した1人だけをボートに収容した。オランダ人の乗った救命ボート5隻は、翌日に陸地へたどり着いた。
ドイツ人たちは、オランダ人たちが退船した後に自力で脱出を試みた。2時間後に船が沈没するまでに、なんとか海面に降ろすことができた救命ボート1隻と作業用の小型ボート1隻、筏6隻で計201人が船を離れた。ほかの277人は溺死した。筏のうち4隻も、翌朝までには沈んでしまった。
「ファン・イムホフ」の遭難を知ったオランダ当局は、救助隊を派遣した。ただし、オランダ海軍は、ドイツ人は見殺しにするよう救助隊に指示した。ドイツ人が救助船に乗ろうとしたときには武力によって阻止すべしという秘密命令も出されていた。翌1月20日午前には、オランダ海軍のカタリナ飛行艇が漂流者を発見し、オランダ船「ベロンガン（Boelongan）」が救助に駆け付けた。しかし、「ベロンガン」は、漂流者がドイツ人であることに気付くと救助作業を止め、一人も収容せずに引き返した。
その後、ドイツ人遭難者のうち筏に乗った者はすべて行方不明となり、2隻のボートに乗った者だけが1月23日にニアス島へと漂着した。生存者66人は、再びオランダ植民地政府によって拘束された。「ファン・イムホフ」の沈没により、ボートからの上陸時の溺死者1人と上陸後の自殺者1人を含めて、ドイツ人412人が死亡する結果となった。

## 戦後の責任追及
事件はオランダ政府と軍によって隠蔽された。戦後の1953年、ドイツ人生存者たちは、「ファン・イムホフ」の船長を殺人罪でオランダ検察へと告訴した。2年後、オランダ法務省は調査を上級裁判所検事長に命じたが、その翌年に不起訴とされた。不起訴理由は、戦時下としては可能な限りの救命活動がされたというものであった。
1964年、オランダ公共放送のVARAにより事件を題材としたテレビ・ドキュメンタリー番組が制作されたが、検閲により放送できなかった。しかし、担当記者が調査結果をオランダの新聞『ヘット・パロール』紙で発表したことから、ドイツでも『デア・シュピーゲル』誌で取り上げられ、事件はようやく広く知られるようになり、両国で大きな反響を呼んだ。
以後、オランダの歴史家や政府によって調査が行われた。1984年にオランダ国立戦争記録研究所が公刊した記録では、本事件は「オランダ史における汚点」と評されている。2017年末にBNNVARA（前記VARAの後身）は、番組放送中止の経緯も含めて事件を取り上げた番組を放映した。